# Believe in Me (Lenny Kravitz)
Believe in Me is een nummer van de Amerikaanse rockzanger Lenny Kravitz uit 2002. Het is de derde single van zijn zesde studioalbum Lenny.
"Believe in Me" is een rustig nummer met sterke triphop- en latin-popinvloeden. Het nummer flopte in Noord-Amerika, maar werd wel een hit in een paar Europese landen en Nieuw-Zeeland. In de Nederlandse Top 40 was het goed voor een 7e notering, en in Vlaanderen haalde het nummer 8 in de Tipparade.